# Tosin Abasi
Tosin Abasi właściwie Oluwatosin Ayoyinka Olumide Abasi (ur. 7 stycznia 1983 w Waszyngtonie) – amerykański muzyk, kompozytor i instrumentalista, wirtuoz gitary. Absolwent Atlanta Institute of Music and Media. Tosin Abasi znany jest przede wszystkim z występów w zespole Animals as Leaders, którego był założycielem. Współpracował ponadto z takimi grupami jak: Reflux, Born of Osiris, TRAM oraz PSI.
Rodzice muzyka są Nigeryjczykami, wyemigrowali do Stanów Zjednoczonych jeszcze przed jego narodzinami w latach 70.

## Instrumentarium
- Ibanez TAM100 Tosin Abasi Signature 8-string 2013[5]
- .Strandberg* #8 – Tosin Abasi[6]
- .Strandberg* #17 – Tosin Abasi[7]

## Wybrana dyskografia
- Darkest Hour - The Human Romance (2011, E1 Entertainment, gościnnie)[8]

## Filmografia
- "Morgan Agren's Conundrum: A Percussive Misadventure" (2013, film dokumentalny, reżyseria: Carl Millard King)[9]